# 容県
容県（よう-けん）は、中華人民共和国広西チワン族自治区玉林市に位置する県。

## 行政区画
- 鎮:容州鎮、楊梅鎮、霊山鎮、六王鎮、黎村鎮、楊村鎮、県底鎮、自良鎮、松山鎮、羅江鎮、石頭鎮、石寨鎮、十里鎮、容西鎮、浪水鎮